# Метома
Метома — невеликий вулканічний острів у провінції Торба Вануату в Тихому океані 

## Географія
Метома є частиною архіпелагу островів Торрес. Розташований 500 км від Порт-Віла. Острів знаходиться між сусідніми островами Тегуа і Хіу . Висота вершини 115 м, довжина 2,4 км, ширина 1,4 км. Метома населена кокосовими крабами( Birgus latro), найбільшими у світі наземними безхребетними. 

## Населення
Метома на 2009 рік налічувала 13 жителів. Село на півдні острова називається Рівал.

## Назва
Острів місцеві називають Mētome [metɔmə] в Ло-Тога. Офіційна назва Metoma [metoma] пишеться відповідно до мови мота, яку місіонери обрали як орієнтир у цьому регіоні; остання форма є консервативною щодо давньої форми * metoma, яку можна реконструювати мовою предків островів Торрес і Бенкс.